# Pimpla lasallei
Pimpla lasallei är en stekelart som beskrevs av Diaz 2000. Pimpla lasallei ingår i släktet Pimpla och familjen brokparasitsteklar. Inga underarter finns listade i Catalogue of Life.